# Sébastien Roch (aktor)
Sébastien Roch (ur. 3 grudnia 1972 w Tuluzie) – francuski aktor filmowy i teatralny, piosenkarz. Zasłynął w latach 90. rolą Christiana w serialach komediowych – Helena i chłopcy, Les Vacances de l'amour i Les Mystères de l'amour. W 1983 roku odniósł sukces ze swoim singlem – Au Bar de Jess, który dotarł do 17. miejsca na listach przebojów we Francji.

## Filmografia[1]
- 1992: Les Paroles invisibles
- 1997: La Fin de la nuit
- 2000: In extremis – Thomas
- 2003: Le Principe du canapé
- 2004: Prisonnier
- 2005: Ze Film – pierwszy asystent
- 2005: Rue des Vertus
- 2007: King Size – Pierre

### Seriale telewizyjne
- 1991: Cas de divorce – Denis Laurier
- 1992: F.D.M.
- 1992–1994: Hélène et les Garçons – Christian
- 1995: Fils de flic
- 2003: L'Agence coup de cœur
- 2004–2007: Les Vacances de l'amour – Christian
- 2006: Sous le soleil – Tony
- 2007: Baie des flamboyants – Julien Thorez
- 2008: SOS 18 – Bernard Loisel
- 2008: Disparitions – Patrick
- 2009: Comprendre et pardonner – Etienne
- od 2010: Les Mystères de l'amour – Christian

## Dyskografia[1]

### Albumy
- 1993: Silences
- 2007: Puce de luxe

### Single
- 1993: Au Bar de Jess
- 1993: Pousse petit vent
- 2007: Mes sandales
- 2015: Ma star à moi (Elsa Esnoult, Sébastien Roch)